# Модесто
Модесто (англ. Modesto) — город в центре округа Станисло, штат Калифорния, США.
По оценкам Департамента финансов штата Калифорния, в городской агломерации Модесто проживало 514 370 человек.
В 1973 году Джордж Лукас, снявший фильм «Американские граффити», увековечил в нём Модесто, хотя ни одной сцены он здесь не снимал (фильм снимался в Петалума, округ Сонома, Калифорния).

## История
Город Модесто был первоначально остановкой на железной дороге, соединяющей Сакраменто с Лос-Анджелесом. Когда Модесто был основан в 1870 году, он должен был быть назван Ральстон (Ralston) в честь финансиста Уильяма Ральстона. Скромность Ральстона побудила его попросить найти другое имя, и город был назван Модесто в знак признания его скромности.
Дважды (1954 и 1972) город был награждён премией All-America City Award (с англ. — «Всеамериканский город») присуждаемой Национальной гражданской лигой, которую неофициально называют «Нобелевской премией за конструктивное гражданство» и которая выдается за активную гражданскую позицию жителей некорпоративных сообществ Соединённых Штатов в жизни местного самоуправления.

## Демография
Согласно переписи 2010 года в Модесто проживает 201 165 человек, имеется 69 107 домашних хозяйств.
Плотность населения составляет 2094 чел./км². Расовый состав: 65 % белые, 6,7 % азиаты (1,5 % филиппинцы, 1,3 % индийцы, 1,2 % камбоджийцы, 0,7 % китайцы, 0,6 % вьетнамцы, 0,6 % лаосцы, 0,2 % японцы, 0,2 % корейцы, 0,1 % пакистанцы), 4,2 % чернокожие, 1,2 % коренных американцев, 1 % гавайцев или выходцев с островов Океании, 15,5 % другие расы, 6,3 % потомки двух и более рас.
В городе на 2010 год 75 044 единиц жилья, имеющей среднюю плотность размещения 781,2 на км². Из этого жилья 57 % (и соответственно 55,7 % населения) были заняты владельцами, а 43 % арендованы (в арендованном жилье жили 42,8 % населения).

## Города-побратимы
- Вернон (англ. Vernon), Британская Колумбия, Канада
- Виджаявада (телугу విజయవాడ, англ. Bezawada), Индия
- Куруме (яп. 久留米市), Япония
- Хмельницкий (укр. Хмельницький), Украина